# Kamjanka
Kamjanka (ukrainsk: Кам'янка; ukrainsk udtale: [ˈkɑmjɐnkɐ]; russisk: Камeнка) er en by i Tjerkasy rajon af Tjerkasy oblast i Ukraine. Den er hjemsted  for administrationen af Kamjanka urban hromada, en af hromadaerne i Ukraine.
Det er en by på landet ca.300 km  sydøst for Kyiv, beliggende på bredden af floden  Tjasmyn.
Byen har 11.741 (2018) indbyggere.

## Historie
Kamjanka er kendt som en kunstnerkoloni, hvor fyrste Grigorij Potemkin, den russiske nationaldigter Alexander Pusjkin, komponisten Pjotr Iljitj Tjajkovskij og andre fritænkere og krigshelte under Napoleonskrigene arbejdede. Kamianka var også et af hovedcentrene for den sydlige del af Dekabristopstanden.

## Galleri
- Det grønne hus, Sadyba Davydovykh
- Dekabrist-monument
- Kamjanka vandmølle (1825)
- Tiasmynkløften  nær  Kamjanka
- Jerenbanestation